# Pomas, Mexiko
Pomas är en ort i Mexiko.   Den ligger i kommunen San Pedro Tlaquepaque och delstaten Jalisco, i den centrala delen av landet, 500 km väster om huvudstaden Mexico City. Pomas ligger 1 596 meter över havet och antalet invånare är 407.
Terrängen runt Pomas är varierad. Runt Pomas är det mycket tätbefolkat, med 6 472 invånare per kvadratkilometer. Närmaste större samhälle är Guadalajara, 11,4 km norr om Pomas. Trakten runt Pomas består till största delen av jordbruksmark.